# Об'єкт основних засобів
Об‘́єкт основн́их зáсобів – закінчений пристрій з усіма пристосуваннями і приладдям до нього або окремий конструктивно відокремлений предмет, що призначений для виконання певних самостійних функцій, чи відокремлений комплекс конструктивно з’єднаних предметів одного або різного призначення, що мають для їх обслуговування загальні пристосування, приладдя, керування та єдиний фундамент, внаслідок чого кожен предмет може виконувати свої функції, а комплекс – певну роботу тільки у складі комплексу, а не самостійно.
Якщо один об‘єкт основних засобів складається з частин, які мають різні терміни корисного використання (експлуатації), то кожна з цих частин може визнаватись у бухгалтерському обліку, як окремий об‘єкт основних засобів.